# Shinobi (videojoc)
|  | Aquest article tracta sobre el videojoc. Vegeu-ne altres significats a «Ninja». |

Shinobi és un videojoc editat per Sega, i va tenir diverses versions i conversions apareixent en les seves consoles i ordinadors de l'època.
El jugador pren el paper de Joe Musashi, un ninja Shinobi, que ha de lluitar contra l'organització criminal Zeeden, el transcurs del joc es desenvolupa a través de cinc missions, cadascuna composta per entre tres i cinc etapes, on ha de rescatar els nens segrestats ninja del clan Iga, ara ostatges de l'organització. Per completar una missió, el jugador ha de rescatar tots els nens segrestats en cada nivell. El ninja Shinobi comença cada nivell armat amb un shuriken (estrelles ninja) o una arma per atacs de llarg abast, i una espasa samurai per combatre a curta distància. A més, el Ninja també té un "Magic Attack" per poder atacar diversos enemics a la vegada. Al final de cada missió hi ha un enemic final, que una vegada derrotat, el jugador és portat a una fase de bonificació, que si és superada aporta una vida extra.
Shinobbi va heretar del joc Rolling Thunder de Namco (1986) la divisió de la zona de joc en diferents plans, i va afegir al gènere la incorporació d'enemics amb patrons de comportament molt elaborats.